# Héctor Alfredo Moreno Herrera
Héctor Alfredo Moreno Herrera (nascut el 17 de gener de 1988 a Culiacán, Mèxic), és un futbolista mexicà que juga com a defensa per l'Al-Gharafa qatarià.
Anteriorment va jugar com a defensa entre d'altres a l'Espanyol, al PSV Eindhoven, a la Roma, i a la Reial Societat.